# Martin Brothers
Martin Brothers ist ein DJ- / Produzenten-Duo aus Zürich und Los Angeles, bestehend aus den Brüdern Niki Martin und Oliver Martin. Ihre Musik wird den Stilen Pop, Electro-Pop und EDM zugeordnet. Das Duo selbst bezeichnet seinen Stil als LA-Pop.

## Bandgeschichte

### Gründung und erste Veröffentlichungen
Nach einigen gemeinsamen Bandprojekten gründeten die beiden Brüder 2013 das DJ-Duo Martin Brothers. Es folgten erste Veröffentlichungen von Singles. Die Songs Don't Go und Champion verhalfen dem Duo zu Airplay bei diversen Schweizer Radiosendern und Auftritte in bekannten Clubs wie z. B. den Vegas Club in Luzern.

### Debüt-AlbumCalifornia
Im Jahr 2015 starteten die Studioarbeiten zum Debüt-Album California in Los Angeles. Zum größten Teil arbeitete das Duo mit verschiedenen Sänger und Sängerinnen aus den USA zusammen. Außerdem konnte man während der Produktion für den Mix- und Mastering Prozess unter anderem mit den Grammy Awards Gewinnern Dylan Dresdow, Véronica Ferraro, Miles Walker und Tom Coyne zusammenarbeiten.

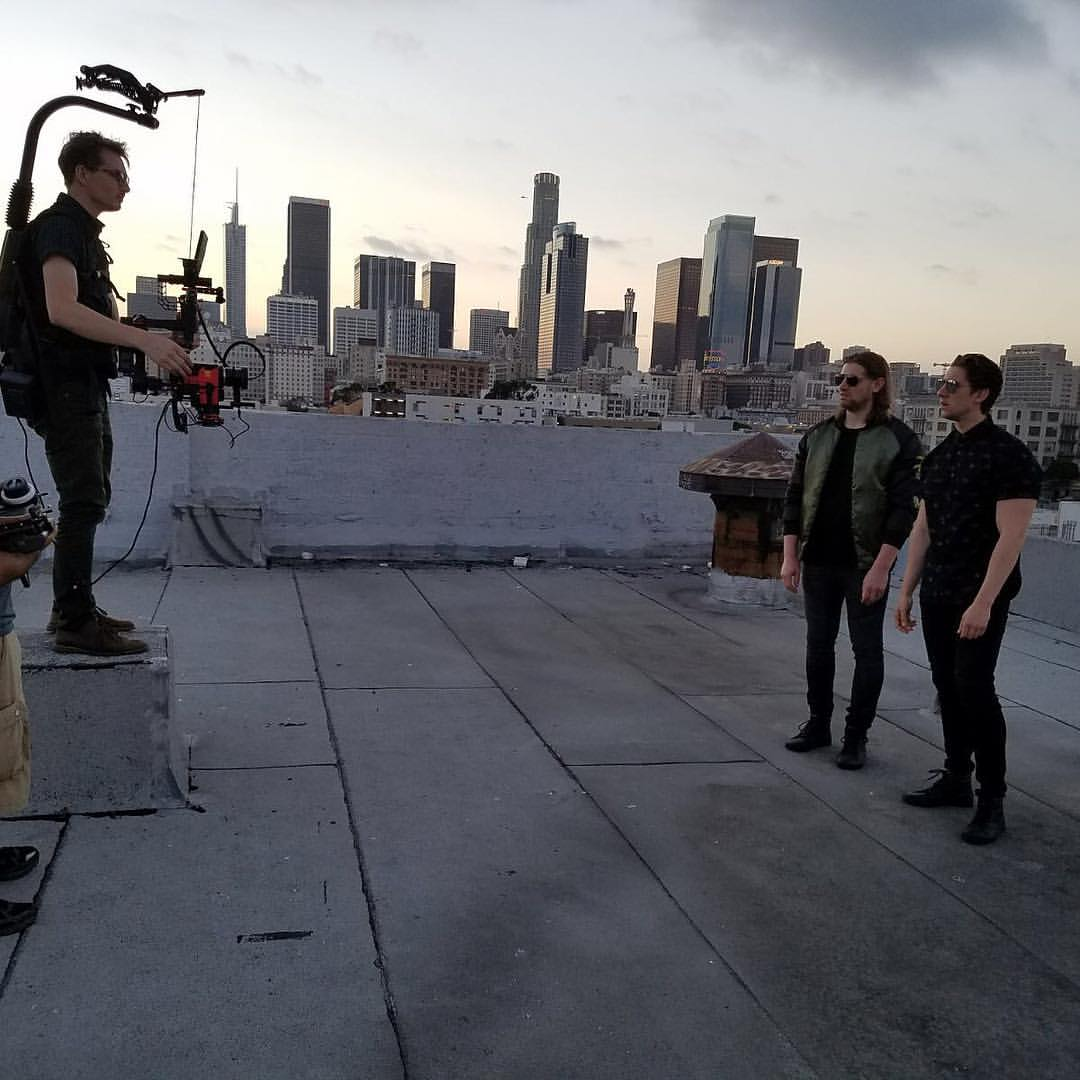
Martin Brothers Videodreh in Los Angeles

Es wurden während den Studioarbeiten auch gleich einige Musikvideos im Großraum Los Angeles und Las Vegas produziert.
Im Jahr 2017 folgte nach dem Release der Pre-Single On A Mission, welche in den Schweizer Dance Charts den Platz 40 erreichte, die Veröffentlichung des Albums California. Dieses Debütalbum beinhaltete 15 Songs und erschien im August 2017.
Die Single-Auskopplung I Was Never Yours war in diversen internationalen Spotify und Youtube Kanälen vertreten. Im Oktober 2017 stieg die Single in den Spotify Charts Deutschland auf Platz 25 ein.
Auch die dazugehörigen Musikvideos der Single-Auskopplungen von I Was Never Yours und Find Another Love erhielten internationale Resonanz.

### 2018:No RushundTrouble
Mit No Rush und Trouble, wurden im Jahr 2018 zwei neue Singles veröffentlicht. Die Single No Rush wurde von dem Plattenlabel Muve Recordings veröffentlicht und von diversen Spotify Playlists wie Filtr und Digster gespielt. Die Single Trouble, welche im September 2018 veröffentlicht wurde, stieg am 18. September 2018 in die Kanadischen iTunes Charts Top100 ein.

## Diskografie

### Studioalben
- California (20. August 2017)

### Singles
- Don't Go (2013)
- Champion (2014)
- On A Mission (2017)
- Welcome to My World (2017)
- California (2017)
- I Was Never Yours (2017)
- Find Another Love (2017)
- No Rush (2018)
- Trouble (2018)